# Луиза Амалия Брауншвейг-Вольфенбюттельская
Виктория Луиза Амалия Брауншвейг-Вольфенбюттельская (нем. Viktoria Luise Amalie von Braunschweig-Wolfenbüttel; 29 января 1722, Вольфенбюттель — 13 января 1780, Берлин) — принцесса Прусская, супруга Августа Вильгельма Прусского. Мать короля Пруссии Фридриха Вильгельма II.

## Биография
Виктория Луиза Амалия родилась в семье Фердинанда Альбрехта II, герцога Брауншвейг-Вольфенбюттельского и его супруги принцессы Антуанетты Амалии Брауншвейг-Вольфенбюттельской. Двор её отца по тем временам был достаточно скромным, но детство Виктории Луизы было счастливым. Сестра Виктории Луизы Елизавета Кристина Брауншвейгская в 1733 году вышла замуж за прусского кронпринца Фридриха, будущего короля Пруссии Фридриха II, а сама Виктория Луиза вышла за его брата Августа Вильгельма 6 января 1742 года. Этими двумя браками своих сыновей «король-солдат» Фридрих Вильгельм I стремился доказать верность императорскому дому Вены. Брак Фридриха II остался бездетным, поэтому супруг Виктории Луизы Амалии стал наследником прусского престола, и с 1744 года супруги носили титул «принц и принцесса прусские».
Первый сын в семье Августа Вильгельма и Луизы Амалии Фридрих Вильгельм родился 25 сентября 1744 года. Он сразу получил титул кронпринца Пруссии и с трёх лет воспитывался не в родительском доме, а при королевском дворе в Берлине, чтобы быть готовым занять трон после смерти своего отца и дяди. Супруг Луизы Амалии Август Вильгельм обладал мягким и добрым характером, что не позволяло ему достичь больших успехов на военном поприще. Он принимал участие в чине генерала в Силезских войнах, но потерпел сокрушительное поражение в Колинском сражении. Это вызвало гнев Фридриха, и даже смерть Августа Вильгельма 12 июня 1758 года считается смертью от стыда.
Виктория Луиза Амалия жила одна после смерти мужа во дворце Ораниенбурга и умерла в Берлине в 1780 году. Её сын Фридрих Вильгельм взошёл на прусский престол после смерти Фридриха II, но этого не суждено было увидеть ни его отцу, ни его матери.

## Потомки
- Фридрих Вильгельм (1744—1797)
- Фридрих Генрих Карл (1747—1767)
- Вильгельмина (1751—1820), вышла замуж за штатгальтера Нидерландов Вильгельма V Оранского
- Георг Карл Эмиль (1758—1759)